# Yun Young-sun
Yun Young-sun (4 de outubro de 1988) é um futebolista sul-coreano que joga pelo Jeonbuk Hyundai Motors.

## Carreira
Foi convocado para defender a Seleção Sul-Coreana de Futebol na Copa do Mundo de 2018.